# Phytomyza nowakowskiana
Phytomyza nowakowskiana är en tvåvingeart som beskrevs av Beiger 1975. Phytomyza nowakowskiana ingår i släktet Phytomyza och familjen minerarflugor.
Artens utbredningsområde är Polen. Inga underarter finns listade i Catalogue of Life.